# 勒佩里耶
勒佩里耶（法語：Le Perrier，法語發音：[lə pɛʁje]）是法国卢瓦尔河地区大区旺代省的一个市镇，属于莱萨布勒多洛讷区。

## 地理
勒佩里耶（46°49'12"N, 1°59'35"W）面积33.22 平方千米，位于法国卢瓦尔河地区大区旺代省，该省份为法国西部沿海省份，北起大西洋卢瓦尔省和曼恩-卢瓦尔省，西临大西洋，南至滨海夏朗德省，东部及东南部与德塞夫勒省接壤。
与勒佩里耶接壤的市镇（或旧市镇、城区）包括：沙朗、圣伊莱尔德里耶、圣让德蒙、萨莱尔泰讷、苏朗。

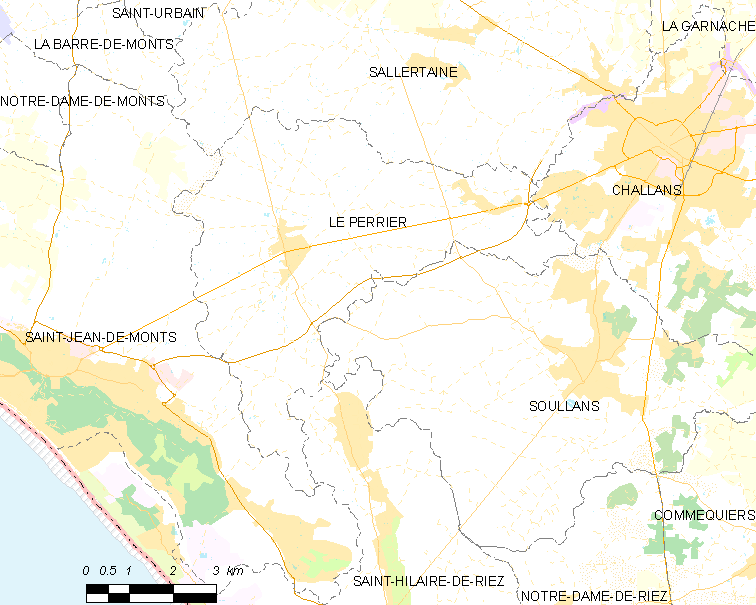
勒佩里耶的OSM定位图

勒佩里耶的时区为UTC+01:00、UTC+02:00（夏令时）。

## 行政
勒佩里耶的邮政编码为85300，INSEE市镇编码为85172。

## 政治
勒佩里耶所属的省级选区为圣让德蒙县。

## 人口

1962-2008年间勒佩里耶人口变化图示

勒佩里耶于2022年1月1日时的人口数量为2210人。